# Pod hradem
Pod hradem je rybník, který se nachází pod zříceninou hradu Jenštejn v okrese Praha-východ na Jenštejnském potoce. Má podlouhlý charakter délky asi 75 metrů a šířky 30 m. Jeho orientace je z jihovýchodu na severozápad, kde se též nachází hráz. V jeho okolí se nachází zastavba rodinných domů se zahradami. Na severním břehu prochází ulice V podhradí. Na hrázi stojí památný strom Jenštejnská lípa a za ní je cesta a dětské hřiště. Voda přitéká do rybníka potrubím z rybníka nad ním a odtéká stavidlem Jenštejnským potokem. Rybník vznikl před rokem 1869.

## Galerie

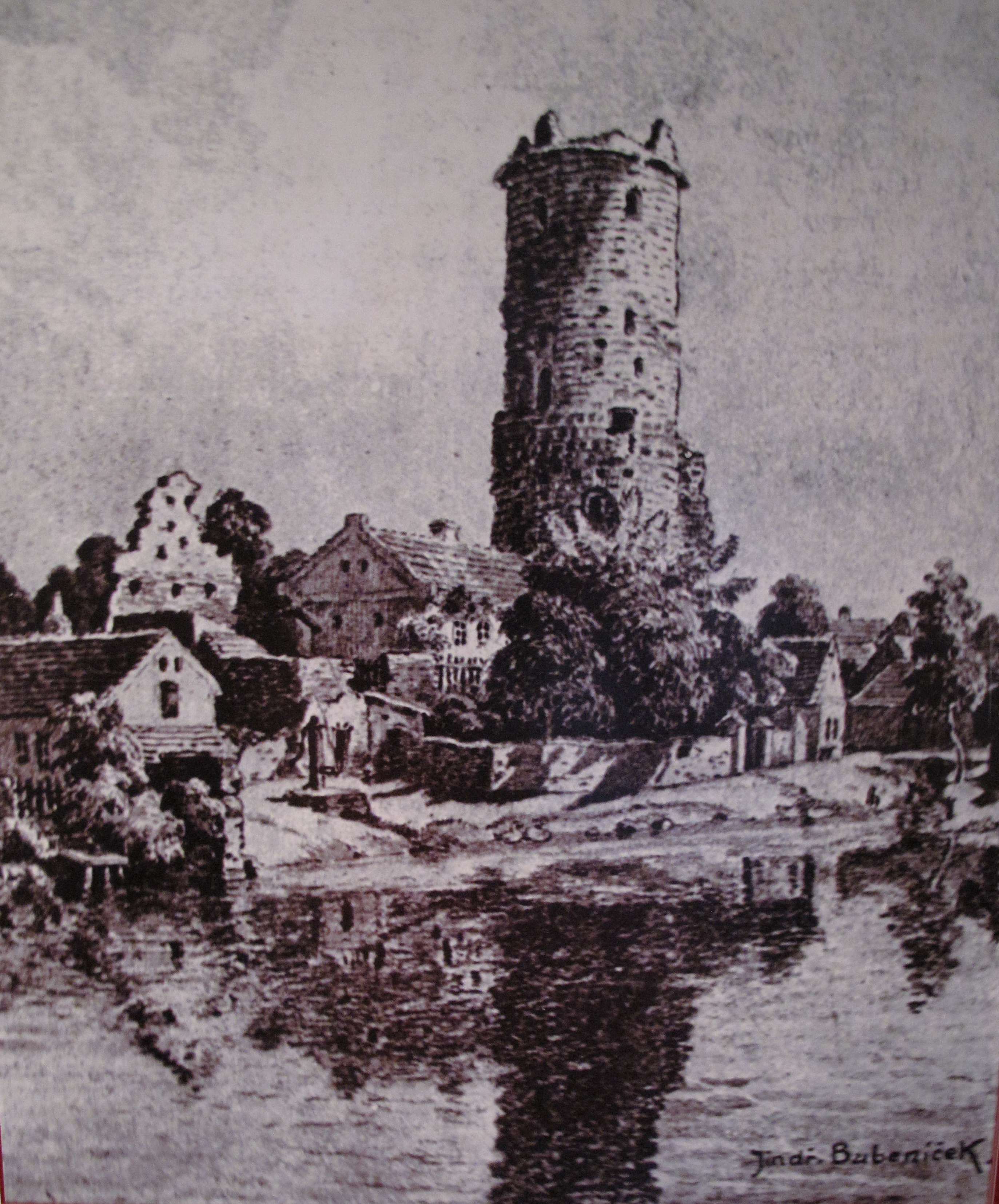
Rybník na kresbě kolem roku 1890
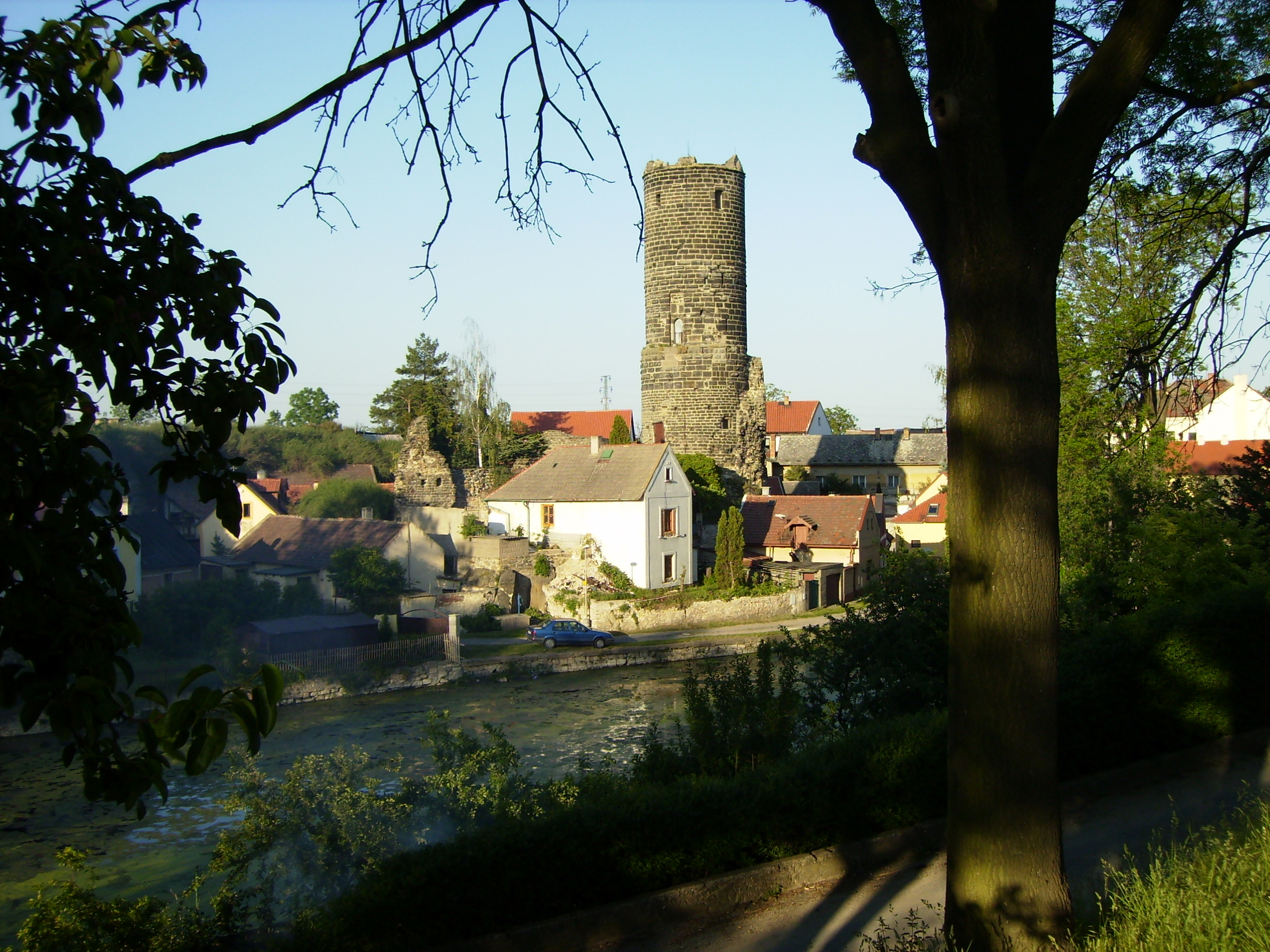
Rybník v roce 2007
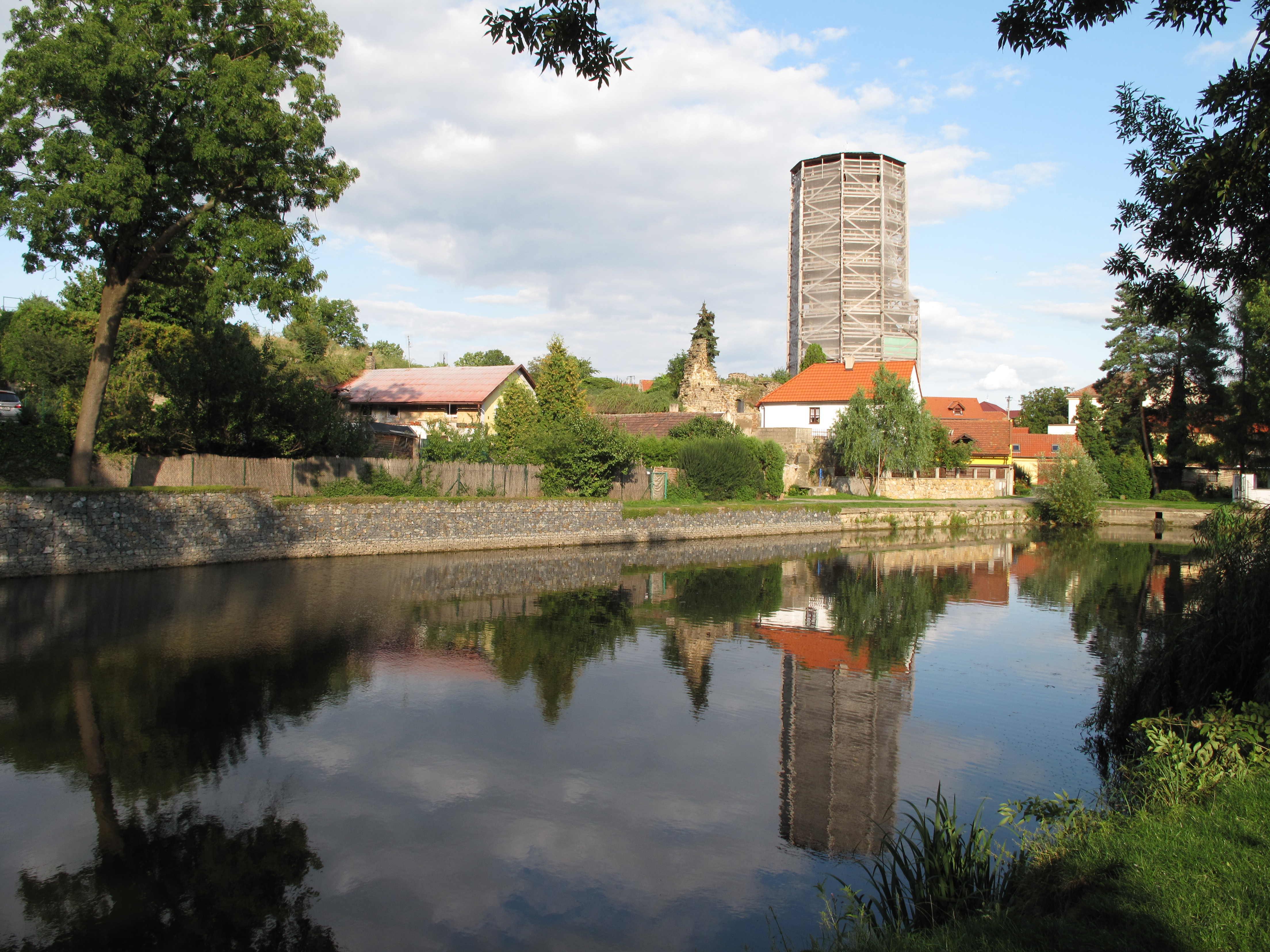
Pohled k hradu 2017
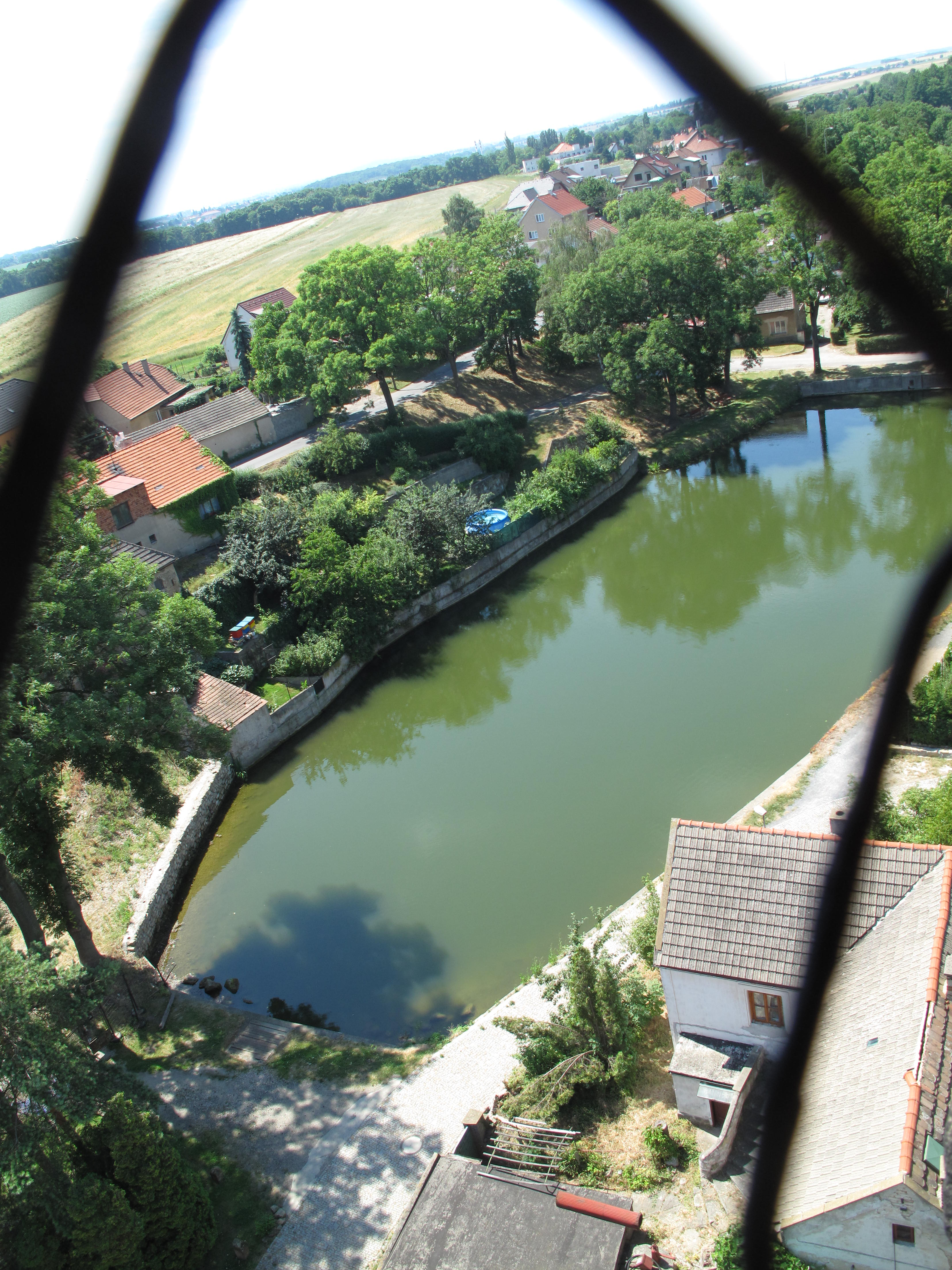
Celkový pohled na rybník z věže v roce 2010
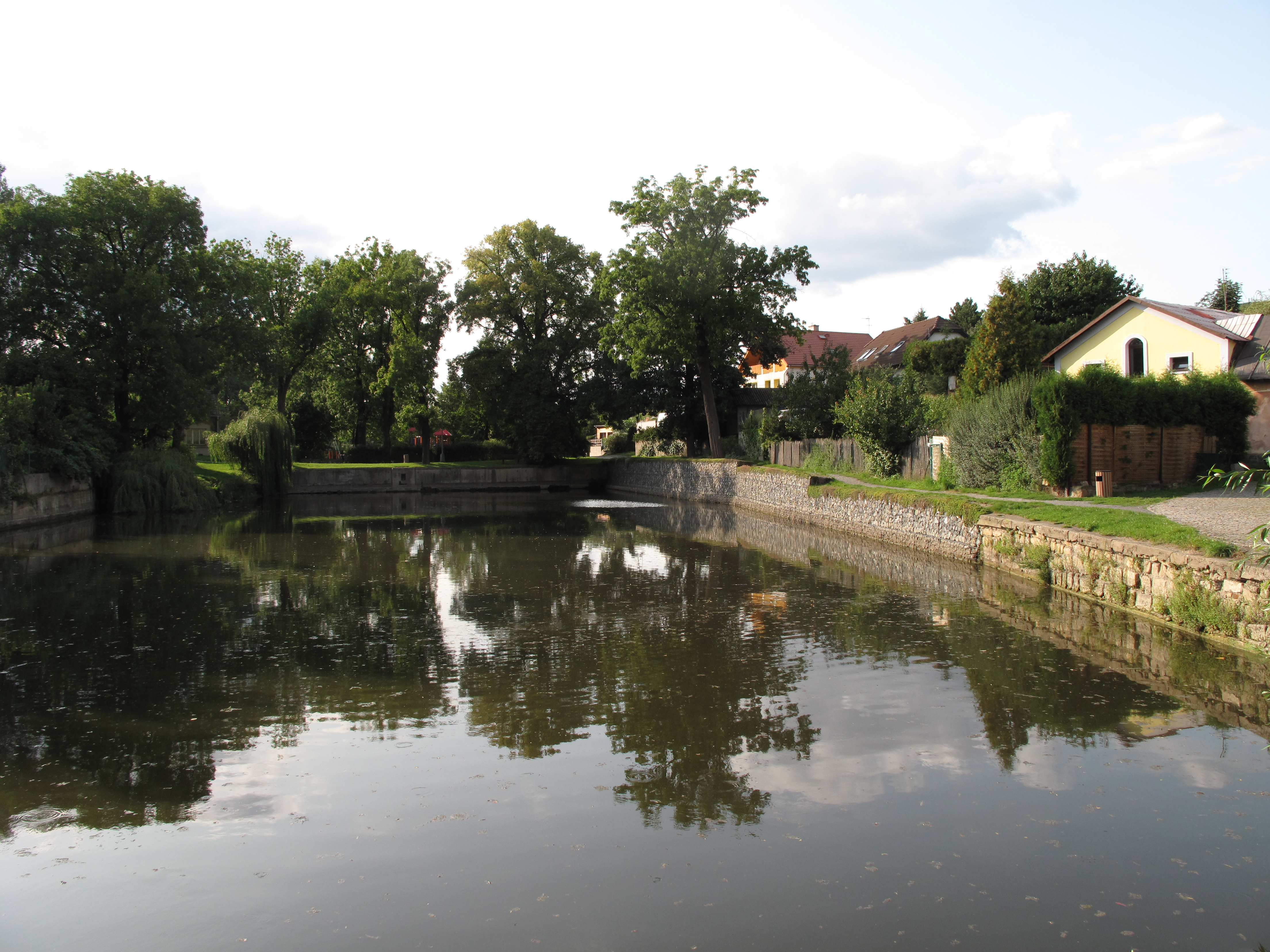
Pohled k hrázi 2017